# Domaine universitaire de Poitiers

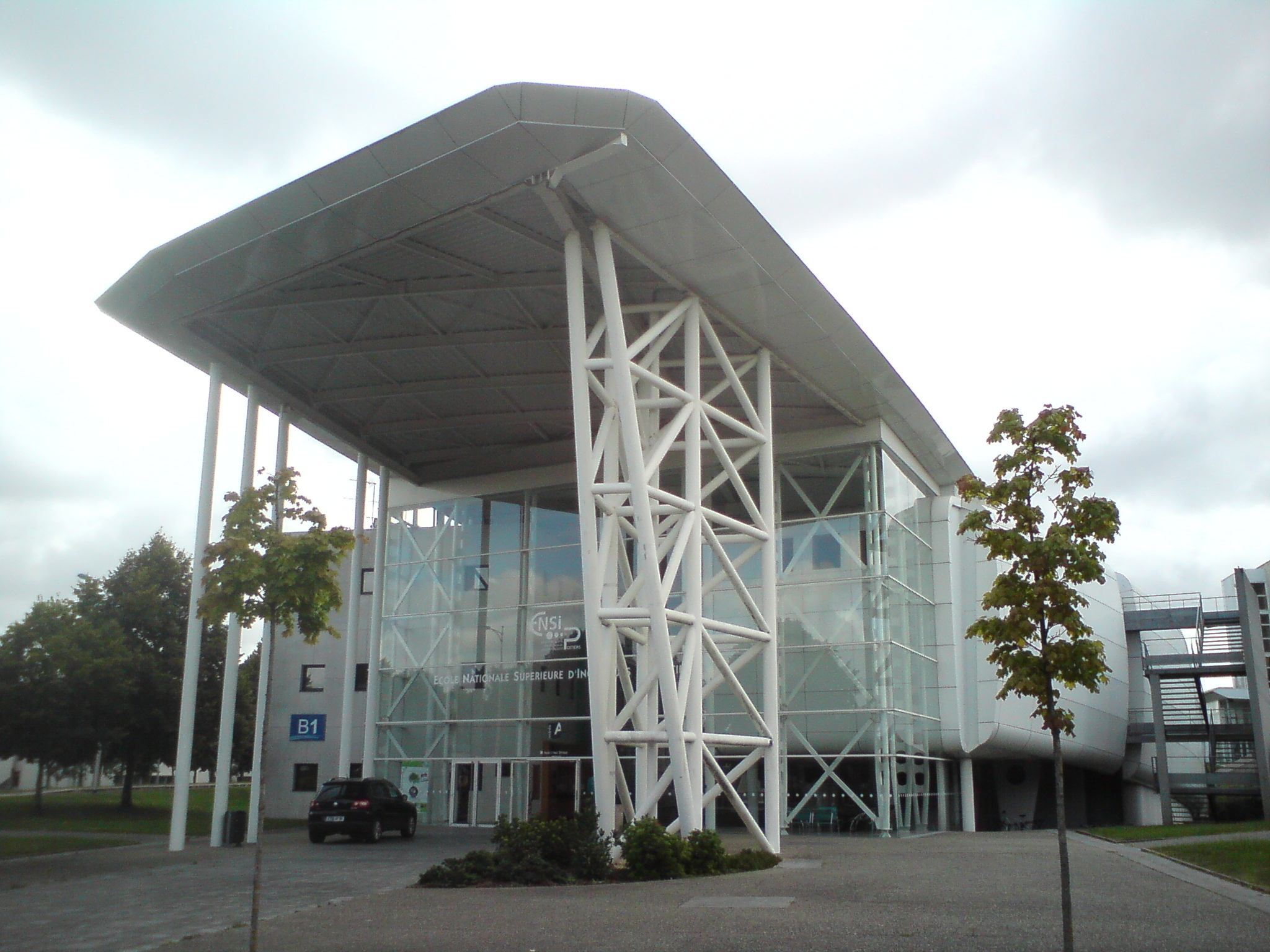
L'ENSIP au centre du campus

Le Domaine universitaire de Poitiers est un campus, situé sur la commune de Poitiers, au sud-est de l'agglomération pictavienne.

## Présentation
Une partie de l'université de Poitiers se situe sur le campus, dont les sciences économiques, le droit, l'IUT de Poitiers, l'ENSIP, le SUAPS et la médecine. Plusieurs bibliothèques universitaires sont à disposition: celle de droit et lettres est la plus grande, suivie des sciences et les sciences économiques et sciences humaines sont plus confidentielles. 
Il y a deux restaurants universitaires: celui de grande taille à l'ouest (Rabelais) et l'autre de taille plus modeste à l'est (Champlain). À côté de ce dernier se trouve la Maison des Étudiants qui possède une salle de spectacles dont la tribune est modulable et où joue les matchs d'improvisation de la LUDI, une cafétéria et qui abrite depuis janvier 2011 Radio Pulsar. 
Des résidences CROUS: Rabelais, Francine Poitevin, Jules Caisso et Descartes, sont proposées aux étudiants. Un parc est situé au campus sud.
Deux gymnases universitaires sont situés sur le campus, de même que quatre terrains de tennis découverts.
À l'est se situe la médecine préventive universitaire, la maison des langues, l'INSPE (ancien IUFM puis ESPE) et l'institut Confucius et au centre Valagro.

## Propriétaire
Jusqu'en 2011, l'État possédait les bâtiments et, avec la dévolution du patrimoine. A partir de 2011 l'Etat en a confié à l'université de Poitiers la gestion, dans le cadre de la dévolution, afin d'accroître son autonomie. C'est la troisième dévolution effectuée à une Université par l’État français.

## Accès par le bus
On peut y accéder avec le réseau de bus Vitalis via les lignes 1 (arrêts Faculté de médecine, Pôle technologique, Descartes, Parcobus Champlain, Maison des Étudiants, Cité U, Rabelais et Rosiers), 11 (arrêts Faculté de médecine, Pôle technologique, Descartes et Parcobus Champlain), 10 (arrêts Faculté de médecine, Pôle technologique, Descartes et Parcobus Champlain), 3 (arrêts Gymnase, Aubépines, Petits champs et Faculté de médecine), N2A et N2B (arrêts Gymnase, Aubépines, Petits champs et Faculté de médecine).